# Maish Nunatak
Maish Nunatak är en nunatak i Antarktis. Den ligger i Västantarktis. Inget land gör anspråk på området. Toppen på Maish Nunatak är 330 meter över havet.
Terrängen runt Maish Nunatak är lite kuperad, och sluttar brant västerut. Trakten är obefolkad. Det finns inga samhällen i närheten.